# عبدالمجید الرویلی
عبدالمجید الرویلی (عربی: عبدالمجيد عبدالله الرويلي؛ زادهٔ ۲۸ اوت ۱۹۸۶) یک بازیکن فوتبال اهل عربستان سعودی است.
از باشگاه‌هایی که در آن بازی کرده‌است می‌توان به الرائد عربستان، الشباب عربستان، التعاون عربستان اشاره کرد.

## تیم ملی
وی همچنین در تیم ملی فوتبال عربستان سعودی بازی کرده است.